# Journal of Laser Micro/nanoengineering
Journal of Laser Micro/nanoengineering is een internationaal, aan collegiale toetsing onderworpen wetenschappelijk tijdschrift op het gebied van de natuurkunde.